# Coccothraustes abeillei
Coccothraustes abeillei là một loài chim trong họ Fringillidae.